# 큐어백 코로나19 백신
큐어백 코로나19 백신은 독일 큐어백이 개발한 코로나19 백신으로, 현재 임상 3상이 완료되어있다.

## 예방률
이 백신은 예방률이 48% 밖에 안되어 미국 식품의약국(FDA)이 요구하는 백신 승인기준인 50%에 2% 모자란다.

## 기술
이 백신은 mRNA 백신이다. 이런 방식의 백신을 -70~-20도의 콜드체인이 필요하지만 이 백신은 초저온 보관 없이도 최대 3개월간 보관할 수 있는 장점이 있다.